# John Langdon Down

## Học vấn
Down sinh ra tại Torpoint, Cornwall. Bên nội ông có gốc Ailen, ông kỵ của ông là giám mục Tin lành của Derry. Con gái của em gái của ông cuối cùng đã kết hôn vào các gia đình Adrian, Darwin và Keynes. John đã học tại các trường học địa phương bao gồm các trường học cổ điển và toán học Devonport. Ở tuổi 14, ông được học nghề từ cha của mình, bào chế thuốc làng Anthony St Jacob. Các vị đại diện cho ông một món quà vật lý của Arnott đã khiến ông quyết định để có một sự nghiệp khoa học. Ở tuổi 18, ông đến London, nơi ông có một vị trí công việc cho một bác sĩ phẫu thuật trong đường Whitechapel, nơi ông chuyên lấy máu xét nghiệm của bệnh nhân, nhổ răng, rửa chai và phân phát thuốc. Sau đó, ông bước vào phòng thí nghiệm dược phẩm trong Bloomsbury Square và đã giành được giải thưởng dành cho hóa học hữu cơ. Ông cũng đã gặp Michael Faraday và giúp ông với công việc của mình về khí. Hơn một lần, ông đã được gọi trở lại Torpoint để giúp cha mình trong kinh doanh cho đến khi ông qua đời vào năm 1853. Down đã có thể thích một nghề nghiệp trong khoa học nhưng trong những ngày có vài triển vọng tiềm năng cho một nghề nghiệp trong ngành hóa học.